# Olympische Sommerspiele 2012/Teilnehmer (Belarus)
| Gelbes Symbol für Goldmedaillen mit stilisierten Olympischen Ringen | Graues Symbol für Silbermedaillen mit stilisierten Olympischen Ringen | Braundes Symbol für Bronzemedaillen mit stilisierten Olympischen Ringen |
| ------------------------------------------------------------------- | --------------------------------------------------------------------- | ----------------------------------------------------------------------- |
| 2                                                                   | 5                                                                     | 3                                                                       |

Belarus nahm in London an den Olympischen Spielen 2012 teil. Es war die insgesamt fünfte Teilnahme an Olympischen Sommerspielen als eigenständige Mannschaft. Vom Nationalen Olympischen Komitee der Republik Belarus wurden 173 Athleten in 23 Sportarten nominiert.
Am 13. August 2012 wurde Nadseja Astaptschuk, die im Kugelstoßen Gold gewonnen hatte, wegen eines positiven Dopingbefunds (Methenolon) in während der Spiele genommenen Urinproben nachträglich disqualifiziert. Sie wurde aus den Ergebnislisten gestrichen, die Goldmedaille vom IOC zurückgefordert.

## Medaillen

### Medaillenspiegel
| Medaillenspiegel Belarus | Medaillenspiegel Belarus   | Medaillenspiegel Belarus     | Medaillenspiegel Belarus  | Medaillenspiegel Belarus  | Medaillenspiegel Belarus |
| Platz                    | Sportart                   | Goldmedaille – Olympiasieger | Silbermedaille – 2. Platz | Bronzemedaille – 3. Platz | Gesamt                   |
| ------------------------ | -------------------------- | ---------------------------- | ------------------------- | ------------------------- | ------------------------ |
| 1                        | Tennis                     | 1                            | –                         | 1                         | 2                        |
| 2                        | Schießen                   | 1                            | –                         | –                         | 1                        |
| 3                        | Kanusport                  | –                            | 2                         | 1                         | 3                        |
| 4                        | Schwimmen                  | –                            | 2                         | –                         | 2                        |
| 5                        | Rhythmische Sportgymnastik | –                            | 1                         | 1                         | 2                        |
| Total                    | Total                      | 2                            | 5                         | 3                         | 10                       |

### Medaillengewinner

#### Gold
| Name                          | Sportart | Wettkampf                              |
| ----------------------------- | -------- | -------------------------------------- |
| Sjarhej Martynau              | Schießen | Kleinkalibergewehr liegend 50 m Männer |
| Wiktoryja Asaranka Maks Mirny | Tennis   | Tennis Mixed                           |

#### Silber
| Name | Sportart                   | Wettkampf                     |
| --- | -------------------------- | ----------------------------- |
| Raman Petruschenka Wadsim Machneu                                                                                          | Kanu                       | Zweier-Kajak 200 m Männer     |
| Aljaksandr Bahdanowitsch Andrej Bahdanowitsch                                                                              | Kanu                       | Zweier-Canadier 1000 m Männer |
| Aljaksandra Herassimenja                                                                                                   | Schwimmen                  | 50 m Freistil Frauen          |
| Aljaksandra Herassimenja                                                                                                   | Schwimmen                  | 100 m Freistil Frauen         |
| Maryna Hantscharowa Anastassija Iwankowa Natalija Letschtyk Aljaksandra Narkewitsch Ksenija Sankowitsch Alina Tumilowitsch | Rhythmische Sportgymnastik | Mehrkampf Gruppe              |

#### Bronze
| Name                                                          | Sportart                   | Wettkampf                 |
| ------------------------------------------------------------- | -------------------------- | ------------------------- |
| Iryna Pamjalowa Nadseja Papok Wolha Chudsenka Maryna Pautaran | Kanu                       | Vierer-Kajak 500 m Frauen |
| Ljubou Tscharkaschyna                                         | Rhythmische Sportgymnastik | Mehrkampf Einzel          |
| Wiktoryja Asaranka                                            | Tennis                     | Einzel Frauen             |

Den Gewichtheberinnen Maryna Schkermankowa und Iryna Kulescha wurde jeweils eine Bronzemedaille wegen Dopings aberkannt.

## Teilnehmer nach Sportarten

### Badminton
| Athleten        | Wettbewerb | Gruppenphase                           | Gruppenphase                                | Gruppenphase | Gruppenphase | Achtelfinale  | Achtelfinale  | Viertelfinale | Viertelfinale | Halbfinale    | Halbfinale    | Finale        | Finale        | Rang |
| Athleten        | Wettbewerb | Gegner                                 | Ergebnis                                    | Punkte       | Rang         | Gegner        | Ergebnis      | Gegner        | Ergebnis      | Gegner        | Ergebnis      | Gegner        | Ergebnis      | Rang |
| --------------- | ---------- | -------------------------------------- | ------------------------------------------- | ------------ | ------------ | ------------- | ------------- | ------------- | ------------- | ------------- | ------------- | ------------- | ------------- | ---- |
| Frauen          |            |                                        |                                             |              |              |               |               |               |               |               |               |               |               |      |
| Alessja Sajzawa | Einzel     | Petja Nedeltschewa Adriyanti Firdasari | 0:2 (7:21, 19:21) 1:2 (10:21, 21:16, 14:21) | 1:4 (71:100) | 3            | ausgeschieden | ausgeschieden | ausgeschieden | ausgeschieden | ausgeschieden | ausgeschieden | ausgeschieden | ausgeschieden | 33   |

### Bogenschießen
| Athleten             | Wettbewerb | Qualifikation | Qualifikation | 1. Runde             | 1. Runde | 2. Runde  | 2. Runde | Achtelfinale  | Achtelfinale  | Viertelfinale | Viertelfinale | Halbfinale    | Halbfinale    | Finale        | Finale        | Rang          |               |
| Athleten             | Wettbewerb | Ringe         | Rang          | Gegner               | Ergebnis | Gegner    | Ergebnis | Gegner        | Ergebnis      | Gegner        | Ergebnis      | Gegner        | Ergebnis      | Gegner        | Ergebnis      | Rang          |               |
| -------------------- | ---------- | ------------- | ------------- | -------------------- | -------- | --------- | -------- | ------------- | ------------- | ------------- | ------------- | ------------- | ------------- | ------------- | ------------- | ------------- | ------------- |
| Frauen               |            |               |               |                      |          |           |          |               |               |               |               |               |               |               |               |               |               |
| Kazjaryna Zimafejewa | Einzel     | –             | –             | Lidija Sitschenikowa | 6:5      | Ki Bo-bae | 2:6      | ausgeschieden | ausgeschieden | ausgeschieden | ausgeschieden | ausgeschieden | ausgeschieden | ausgeschieden | ausgeschieden | ausgeschieden | ausgeschieden |

### Boxen
| Athleten            | Wettbewerb                  | 1. Runde          | 1. Runde | Achtelfinale          | Achtelfinale                 | Viertelfinale   | Viertelfinale                | Halbfinale    | Halbfinale    | Finale        | Finale        | Rang          |
| Athleten            | Wettbewerb                  | Gegner            | Ergebnis | Gegner                | Ergebnis                     | Gegner          | Ergebnis                     | Gegner        | Ergebnis      | Gegner        | Ergebnis      | Rang          |
| ------------------- | --------------------------- | ----------------- | -------- | --------------------- | ---------------------------- | --------------- | ---------------------------- | ------------- | ------------- | ------------- | ------------- | ------------- |
| Männer              |                             |                   |          |                       |                              |                 |                              |               |               |               |               |               |
| Wasgen Safarjanz    | Leichtgewicht bis 60 kg     | –                 | –        | Han Soon-chul         | 13:13 (verloren nach Urteil) | ausgeschieden   | ausgeschieden                | ausgeschieden | ausgeschieden | ausgeschieden | ausgeschieden | ausgeschieden |
| Michail Dauhaljawez | Halbschwergewicht bis 81 kg | Oleksandr Hwosdyk | 10:18    | ausgeschieden         | ausgeschieden                | ausgeschieden   | ausgeschieden                | ausgeschieden | ausgeschieden | ausgeschieden | ausgeschieden | ausgeschieden |
| Sjarhej Karnejeu    | Schwergewicht bis 91 kg     | –                 | –        | Julio Castillo Torres | 21:12                        | Teymur Məmmədov | 19:19 (verloren nach Urteil) | ausgeschieden | ausgeschieden | ausgeschieden | ausgeschieden | ausgeschieden |

### Fechten
| Athleten                                                                      | Wettbewerb       | 1. Runde        | 1. Runde | 2. Runde         | 2. Runde | Achtelfinale      | Achtelfinale  | Viertelfinale | Viertelfinale | Halbfinale    | Halbfinale    | Finale        | Finale        | Rang          |
| Athleten                                                                      | Wettbewerb       | Gegner          | Ergebnis | Gegner           | Ergebnis | Gegner            | Ergebnis      | Gegner        | Ergebnis      | Gegner        | Ergebnis      | Gegner        | Ergebnis      | Rang          |
| ----------------------------------------------------------------------------- | ---------------- | --------------- | -------- | ---------------- | -------- | ----------------- | ------------- | ------------- | ------------- | ------------- | ------------- | ------------- | ------------- | ------------- |
| Männer                                                                        |                  |                 |          |                  |          |                   |               |               |               |               |               |               |               |               |
| Aljaksandr Bujkewitsch                                                        | Säbel Einzel     | –               | –        | Boladé Apithy    | 15:11    | Rareș Dumitrescu  | 6:15          | ausgeschieden | ausgeschieden | ausgeschieden | ausgeschieden | ausgeschieden | ausgeschieden | ausgeschieden |
| Dsmitryj Lapkes                                                               | Säbel Einzel     | –               | –        | Philippe Beaudry | 15:10    | Timothy Morehouse | 13:15         | ausgeschieden | ausgeschieden | ausgeschieden | ausgeschieden | ausgeschieden | ausgeschieden | ausgeschieden |
| Waler Pryjomka                                                                | Säbel Einzel     | James Honeybone | 15:9     | Aldo Montano     | 9:15     | ausgeschieden     | ausgeschieden | ausgeschieden | ausgeschieden | ausgeschieden | ausgeschieden | ausgeschieden | ausgeschieden | ausgeschieden |
| Aljaksandr Bujkewitsch Dsmitryj Lapkes Aljaksej Lichatscheuski Waler Pryjomka | Säbel Mannschaft | –               | –        | –                | –        | –                 | –             | Italien       | 44:45         | ausgeschieden | ausgeschieden | ausgeschieden | ausgeschieden | ausgeschieden |

### Fußball
| Wettbewerb    | Männer |
| ------------- | --- |
| Athleten      | Aljaksandr Hutar Andrej Schtscharbakou Ihar Kusmjanok Sjarhej Palizewitsch Aljaksej Haurylowitsch Wital Hajdutschyk Aljaksej Kaslou Dsjanis Paljakou Stanislau Drahun Dsmitryj Baha Renan Bressan Illja Aleksijewitsch Arzjom Salawej Michail Hardsjajtschuk Sjarhej Karnilenka Uladsimir Chwaschtschynski Andrej Warankou Jahor Subowitsch Maksim Skawysch |
| Trainer       | Heorhij Kandrazjeu |
| Gruppenphase  | Neuseeland 1:0 (1:0) Brasilien 1:3 (1:1) Ägypten 1:3 (0:0) |
| Viertelfinale | ausgeschieden |

### Gewichtheben
| Athleten             | Wettbewerb         | Reißen      | Reißen      | Stoßen      | Stoßen      | Zweikampf   | Zweikampf   | Rang         |
| Athleten             | Wettbewerb         | Gewicht     | Rang        | Gewicht     | Rang        | Gewicht     | Rang        | Rang         |
| -------------------- | ------------------ | ----------- | ----------- | ----------- | ----------- | ----------- | ----------- | ------------ |
| Frauen               |                    |             |             |             |             |             |             |              |
| Anastassija Nowikawa | Klasse bis 58 kg   | 103 kg      | 4           | 127 kg      | 8           | 230 kg      | 7           | 7            |
| Dsina Sasanawez      | Klasse bis 69 kg   | 115 kg      | 1           | 141 kg      | 4           | 256 kg      | 4           | 4            |
| Maryna Schkermankowa | Klasse bis 69 kg   | 113 kg      | 4           | 143 kg      | 2           | 256 kg      | 3           | DSQ (Doping) |
| Iryna Kulescha       | Klasse bis 75 kg   | 121 kg      | 3           | 148 kg      | 3           | 269 kg      | 3           | DSQ (Doping) |
| Männer               |                    |             |             |             |             |             |             |              |
| Andrej Rybakou       | Klasse bis 85 kg   | abgebrochen | abgebrochen | abgebrochen | abgebrochen | abgebrochen | abgebrochen | abgebrochen  |
| Mikalaj Nowikau      | Klasse bis 85 kg   | 167 kg      | 6           | 196 kg      | 10          | 363 kg      | 8           | 8            |
| Aljaksandr Makaranka | Klasse bis 94 kg   | 175 kg      | 8           | 209 kg      | 11          | 384 kg      | 10          | 10           |
| Jauhen Scharnassek   | Klasse über 105 kg | 196 kg      | 6           | 230 kg      | 10          | 426 kg      | 9           | 9            |

### Judo
| Athleten        | Wettbewerb         | 1. Runde Round of 64 | 1. Runde Round of 64 | 2. Runde Round of 32 | 2. Runde Round of 32 | Achtelfinale Round of 16 | Achtelfinale Round of 16 | Viertelfinale Viertelfinale | Viertelfinale Viertelfinale | Hoffnungsrunde Halbfinale Repechage | Hoffnungsrunde Halbfinale Repechage | Halbfinale    | Halbfinale    | Hoffnungsrunde Finale Bronze Medal | Hoffnungsrunde Finale Bronze Medal | Finale        | Finale        | Rang          |
| Athleten        | Wettbewerb         | Gegner               | Ergebnis             | Gegner               | Ergebnis             | Gegner                   | Ergebnis                 | Gegner                      | Ergebnis                    | Gegner                              | Ergebnis                            | Gegner        | Ergebnis      | Gegner                             | Ergebnis                           | Gegner        | Ergebnis      | Rang          |
| --------------- | ------------------ | -------------------- | -------------------- | -------------------- | -------------------- | ------------------------ | ------------------------ | --------------------------- | --------------------------- | ----------------------------------- | ----------------------------------- | ------------- | ------------- | ---------------------------------- | ---------------------------------- | ------------- | ------------- | ------------- |
| Männer          |                    |                      |                      |                      |                      |                          |                          |                             |                             |                                     |                                     |               |               |                                    |                                    |               |               |               |
| Jauhen Bjadulin | Klasse bis 100 kg  | –                    | –                    | Cristian Schmidt     | 1001:000             | Tagir Chaibulajew        | 0003:0111                | ausgeschieden               | ausgeschieden               | ausgeschieden                       | ausgeschieden                       | ausgeschieden | ausgeschieden | ausgeschieden                      | ausgeschieden                      | ausgeschieden | ausgeschieden | ausgeschieden |
| Ihar Makarau    | Klasse über 100 kg | –                    | –                    | Islam El-Shehaby     | 0021:0002            | Daiki Kamikawa           | 0011:0001                | Kim Sung-min                | 0002:0011                   | Óscar Brayson                       | 1001:000                            | ausgeschieden | ausgeschieden | Andreas Tölzer                     | 0001:100                           | ausgeschieden | ausgeschieden | ausgeschieden |

### Kanurennsport
| Athleten                                                      | Wettbewerb | Vorlauf      | Vorlauf | Halbfinale      | Halbfinale      | Finale        | Finale        | Rang   |
| Athleten                                                      | Wettbewerb | Zeit         | Rang    | Zeit            | Rang            | Zeit          | Rang          | Rang   |
| ------------------------------------------------------------- | ---------- | ------------ | ------- | --------------- | --------------- | ------------- | ------------- | ------ |
| Frauen                                                        |            |              |         |                 |                 |               |               |        |
| Marharyta Zischkewitsch                                       | K-1 200 m  | 43,841 s     | 5       | 43,033 s        | 8               | ausgeschieden | ausgeschieden | 22     |
| Marharyta Zischkewitsch                                       | K-1 500 m  | 2:01,216 min | 6       | disqualifiziert | disqualifiziert | ausgeschieden | ausgeschieden | 24     |
| Wolha Chudsenka Maryna Pautaran                               | K-2 500 m  | 1:44,568 min | 4       | 1:43,152 min    | 5               | 1:44,407 min  | 1 B-Finale    | 9      |
| Wolha Chudsenka Iryna Pamjalowa Nadseja Papok Maryna Pautaran | K-4 500 m  | 1:33,676 min | 3       | 1:30,883 min    | 2               | 1:31,400 min  | 3             | Bronze |
| Männer                                                        |            |              |         |                 |                 |               |               |        |
| Aleh Jurenja                                                  | K-1 1000 m | 3:36,012 min | 3       | 3:29,825 min    | 2               | 3:32,396 min  | 6             | 6      |
| Wadsim Machneu Raman Petruschenka                             | K-2 200 m  | 33,129 s     | 1       | 32,641 s        | 1               | 34,266 s      | 2             | Silber |
| Dsjanis Harascha                                              | C-1 200 m  | 41,290 s     | 2       | 41,427 s        | 2               | 43,545 s      | 5             | 5      |
| Aljaksandr Schukouski                                         | C-1 1000 m | 4:06,190 min | 3       | 3:54,002 min    | 4               | 3:51,166 min  | 7             | 7      |
| Aljaksandr Bahdanowitsch Andrej Bahdanowitsch                 | C-2 1000 m | 3:42,599 min | 3       | 3:36,540 min    | 2               | 3:35,206 min  | 2             | Silber |

### Leichtathletik
Laufen und Gehen 
| Athleten                                                                | Wettbewerb        | Vorlauf         | Vorlauf         | Halbfinale    | Halbfinale    | Finale        | Finale        | Rang          |
| Athleten                                                                | Wettbewerb        | Zeit            | Rang            | Zeit          | Rang          | Zeit          | Rang          | Rang          |
| ----------------------------------------------------------------------- | ----------------- | --------------- | --------------- | ------------- | ------------- | ------------- | ------------- | ------------- |
| Frauen                                                                  |                   |                 |                 |               |               |               |               |               |
| Julija Balykina                                                         | 100 m             | 11,70 s         | 7               | ausgeschieden | 47            |               |               |               |
| Swjatlana Ussowitsch                                                    | 400 m             | 52,40 s         | 5               | ausgeschieden | ausgeschieden | ausgeschieden | ausgeschieden | 26            |
| Maryna Arsamassawa                                                      | 800 m             | 2:08,45 min     | 4               | ausgeschieden | ausgeschieden | ausgeschieden | ausgeschieden | 28            |
| Natallja Karejwa                                                        | 1500 m            | 4:06,87 min     | 3               | 4:02,37 min   | 6             | 4:11,58 min   | 7             | 7             |
| Wolha Dubouskaja                                                        | Marathon          | –               | –               | –             | –             | 2:39:12 h     | 78            | 78            |
| Swjatlana Kouhan                                                        | Marathon          | –               | –               | –             | –             | 2:30:26 h     | 34            | 34            |
| Nastassja Starawojtawa                                                  | Marathon          | –               | –               | –             | –             | 2:30:25 h     | 33            | 33            |
| Kazjaryna Paplauskaja                                                   | 100 m Hürden      | disqualifiziert | disqualifiziert | ausgeschieden | ausgeschieden | ausgeschieden | ausgeschieden | ausgeschieden |
| Alina Talaj                                                             | 100 m Hürden      | 12,71 s         | 1               | 12,84         | 4             | ausgeschieden | ausgeschieden | 13            |
| Swjatlana Kudselitsch                                                   | 3000 m Hindernis  | 9:54,77 min     | 14              | –             | –             | ausgeschieden | ausgeschieden | 34            |
| Alina Talaj Kazjaryna Hantschar Alena Neumjarschyzkaja Julija Balykina  | 4 × 100-m-Staffel | 43,90 s         | 7               | –             | –             | ausgeschieden | ausgeschieden | 14            |
| Alena Kijewitsch Iryna Chljustawa Ilona Ussowitsch Swjatlana Ussowitsch | 4 × 400-m-Staffel | 3:26,52 min     | 5               | –             | –             | ausgeschieden | ausgeschieden | 9             |
| Hanna Drabenja                                                          | 20 km Gehen       | –               | –               | –             | –             | 1:31:58 h     | 25            | 25            |
| Nastassja Jazewitsch                                                    | 20 km Gehen       | –               | –               | –             | –             | 1:35:41 h     | 48            | 48            |
| Männer                                                                  |                   |                 |                 |               |               |               |               |               |
| Anis Ananenka                                                           | 800 m             | 1:49,61 min     | 7               | ausgeschieden | ausgeschieden | ausgeschieden | ausgeschieden | 43            |
| Szjapan Rahauzou                                                        | Marathon          | –               | –               | –             | –             | 2:23:23 h     | 64            | 64            |
| Maksim Lynscha                                                          | 110 m Hürden      | 13,47 s         | 3               | 13,45 s       | 7             | ausgeschieden | ausgeschieden | 15            |
| Dsjanis Simanowitsch                                                    | 20 km Gehen       | –               | –               | –             | –             | 1:20:42 h     | 12            | 12            |
| Iwan Trozki                                                             | 20 km Gehen       | –               | –               | –             | –             | 1:21:23 h     | 16            | 16            |
| Iwan Trozki                                                             | 50 km Gehen       | –               | –               | –             | –             | 3:46:09 h     | 14            | 14            |

 Springen und Werfen 
| Athleten                         | Wettbewerb     | Qualifikation          | Qualifikation          | Finale          | Finale          | Rang          |
| Athleten                         | Wettbewerb     | Weite/Höhe             | Rang                   | Weite/Höhe      | Rang            | Rang          |
| -------------------------------- | -------------- | ---------------------- | ---------------------- | --------------- | --------------- | ------------- |
| Frauen                           |                |                        |                        |                 |                 |               |
| Nastassja Mirontschyk-Iwanowa    | Weitsprung     | 6,66 m                 | 6                      | 6,72 m          | 7               | 7             |
| Weranika Schutkowa               | Weitsprung     | 6,40 m                 | 12                     | 6,54 m          | 10              | 10            |
| Wolha Sudarawa                   | Weitsprung     | 6,38 m                 | 14                     | ausgeschieden   | ausgeschieden   | 14            |
| Kseniya Dsjazuk                  | Dreisprung     | kein messbarer Versuch | kein messbarer Versuch | ausgeschieden   | ausgeschieden   | ausgeschieden |
| Anastassija Schwedawa            | Stabhochsprung | 4,40 m                 | 17                     | ausgeschieden   | ausgeschieden   | 17            |
| Swjatlana Sjarowa                | Diskuswurf     | 56,70 m                | 33                     | ausgeschieden   | ausgeschieden   | 33            |
| Alena Matoschka                  | Hammerwurf     | 67,03 m                | 30                     | ausgeschieden   | ausgeschieden   | 30            |
| Aksana Mjankowa                  | Hammerwurf     | 73,10 m                | 8                      | 74,40 m         | 7               | 7             |
| Maryna Nowik                     | Speerwurf      | 54,31 m                | 33                     | ausgeschieden   | ausgeschieden   | 33            |
| Natallja Michnewitsch            | Kugelstoßen    | 18,60 m                | 9                      | 18,42 m         | 11              | 11            |
| Nadseja Astaptschuk              | Kugelstoßen    | disqualifiziert        | disqualifiziert        | disqualifiziert | disqualifiziert |               |
| Janina Prawalinskaja-Karoltschyk | Kugelstoßen    | 17,87 m                | 17                     | ausgeschieden   | ausgeschieden   | 17            |
| Männer                           |                |                        |                        |                 |                 |               |
| Dsmitryj Platnizki               | Dreisprung     | 16,62 m                | 12                     | 16,19 m         | 12              | 12            |
| Andrej Tschuryla                 | Hochsprung     | kein messbarer Versuch | kein messbarer Versuch | ausgeschieden   | ausgeschieden   | ausgeschieden |
| Stanislau Ziwontschyk            | Stabhochsprung | 5,20 m                 | 23                     | ausgeschieden   | ausgeschieden   | 23            |
| Waleryj Swjatocha                | Hammerwurf     | 74,69 m                | 12                     |                 |                 |               |
| Pavel Krywizki                   | Hammerwurf     | 71,49 m                | 28                     | ausgeschieden   | ausgeschieden   | 28            |
| Uladsimir Kaslou                 | Speerwurf      | 80,06 m                | 15                     | ausgeschieden   | ausgeschieden   | 15            |
| Pawel Lyschyn                    | Kugelstoßen    | 20,57 m                | 6                      | 20,69 m         | 8               | 8             |
| Andrej Michnewitsch              | Kugelstoßen    | 19,89 m                | 17                     | ausgeschieden   | ausgeschieden   | 17            |

 Mehrkampf 
| Athletinnen        | 100 m Hürden | 100 m Hürden | Hochsprung | Hochsprung | Kugelstoßen | Kugelstoßen | 200 m   | 200 m  | Weitsprung | Weitsprung | Speerwurf | Speerwurf | 800 m       | 800 m  | Punkte | Rang |
| Athletinnen        | Zeit         | Punkte       | Höhe       | Punkte     | Weite       | Punkte      | Zeit    | Punkte | Weite      | Punkte     | Weite     | Punkte    | Zeit        | Punkte | Punkte | Rang |
| ------------------ | ------------ | ------------ | ---------- | ---------- | ----------- | ----------- | ------- | ------ | ---------- | ---------- | --------- | --------- | ----------- | ------ | ------ | ---- |
| Siebenkampf Frauen |              |              |            |            |             |             |         |        |            |            |           |           |             |        |        |      |
| Jana Maksimawa     | 13,97 s      | 983          | 1,89 m     | 1093       | 14,09 m     | 800         | 25,43 s | 848    | 5,99 m     | 846        | 42,33 m   | 712       | 2:13,37 min | 916    | 6198   | 17   |

| Athleten         | 100 m   | 100 m  | Weitsprung | Weitsprung | Kugelstoßen | Kugelstoßen | Hochsprung | Hochsprung | 400 m   | 400 m  | 110 m Hürden | 110 m Hürden | Diskuswurf | Diskuswurf | Stabhochsprung | Stabhochsprung | Speerwurf | Speerwurf | 1500 m      | 1500 m | Punkte | Rang |
| Athleten         | Zeit    | Punkte | Weite      | Punkte     | Weite       | Punkte      | Höhe       | Punkte     | Zeit    | Punkte | Zeit         | Punkte       | Weite      | Punkte     | Höhe           | Punkte         | Weite     | Punkte    | Zeit        | Punkte | Punkte | Rang |
| ---------------- | ------- | ------ | ---------- | ---------- | ----------- | ----------- | ---------- | ---------- | ------- | ------ | ------------ | ------------ | ---------- | ---------- | -------------- | -------------- | --------- | --------- | ----------- | ------ | ------ | ---- |
| Zehnkampf Männer |         |        |            |            |             |             |            |            |         |        |              |              |            |            |                |                |           |           |             |        |        |      |
| Eduard Michan    | 10,74 s | 919    | 6,94 m     | 799        | 14,75 m     | 774         | 1,93 m     | 9          | 48,42 s | 2      | 14,15 s      | 955          | 44,42 m    | 755        | 4,40 m         | 731            | 55,69 m   | 673       | 4:38,06 min | 693    | 7928   | 17   |

### Moderner Fünfkampf
| Frauen                |       |     |             |      |      |      |      |    |
| Nastassja Prakapenka  | 15:20 | 768 | 2:28,50 min | 1020 | 1140 | 2336 | 5256 | 6  |
| Hanna Wassiljonak     | 16:19 | 784 | 2:32,87 min | 968  | 1016 | 1924 | 4692 | 32 |
| Männer                |       |     |             |      |      |      |      |    |
| Dsmitryj Meljach      | 17:18 | 808 | 2:03,67 min | 1316 | 1028 | 2228 | 5380 | 30 |
| Stanislau Schurauljou | 20:15 | 880 | 2:06,80 min | 1280 | 1120 | 2368 | 5648 | 16 |

### Radsport

#### Bahn
| Athleten                                       | Wettbewerb             | Qualifikation | Qualifikation | 1. Runde    | 1. Runde | Achtelfinale       | Achtelfinale  | Hoffnungs-runde   | Hoffnungs-runde | Viertelfinale      | Viertelfinale | Halbfinale    | Halbfinale    | Finals                  | Finals                  | Rang          | Rang |
| Athleten                                       | Wettbewerb             | Zeit          | Rang          | Gegner      | Rang     | Gegner             | Rang          | Gegner            | Rang            | Gegner             | Rang          | Gegner        | Rang          | Gegner                  | Rang                    | Rang          |      |
| ---------------------------------------------- | ---------------------- | ------------- | ------------- | ----------- | -------- | ------------------ | ------------- | ----------------- | --------------- | ------------------ | ------------- | ------------- | ------------- | ----------------------- | ----------------------- | ------------- | ---- |
| Frauen                                         |                        |               |               |             |          |                    |               |                   |                 |                    |               |               |               |                         |                         |               |      |
| Olga Panarina                                  | Sprint                 | 11,080 s      | 5             | Heyejin Lee | +        | Simona Krupeckaitė | −             | Sullivan / Hansen | 1               | Victoria Pendleton | −             | ausgeschieden | ausgeschieden | Platzierungs- finale: 8 | Platzierungs- finale: 8 | 8             |      |
| Olga Panarina                                  | Keirin                 | –             | –             | Platz: 6    | Platz: 6 | ausgeschieden      | ausgeschieden | ausgeschieden     | ausgeschieden   | ausgeschieden      | ausgeschieden | ausgeschieden | ausgeschieden | ausgeschieden           | ausgeschieden           | ausgeschieden |      |
| Alena Dylko/ Aksana Papko/ Tazzjana Scharakowa | Mannschafts-verfolgung | 3:22,850 min  | 8             | Neuseeland  | −        | ausgeschieden      | ausgeschieden | ausgeschieden     | ausgeschieden   | ausgeschieden      | ausgeschieden | ausgeschieden | ausgeschieden | ausgeschieden           | ausgeschieden           | ausgeschieden |      |

Mehrkampf
| Omnium Frauen       |          |    |    |   |    |              |   |    |          |    |    |   |
| Tazzjana Scharakowa | 14,701 s | 12 | 28 | 2 | 15 | 3:38,301 min | 5 | 12 | 36,748 s | 13 | 59 | 9 |

#### Straße
| Athleten             | Wettbewerb       | Zeit         | Rang        |
| -------------------- | ---------------- | ------------ | ----------- |
| Frauen               |                  |              |             |
| Alena Amjaljussik    | Straßenrennen    | 3:35:56 h    | 15          |
| Männer               |                  |              |             |
| Jauheni Hutarowitsch | Straßenrennen    | 5:46:37 h    | 53          |
| Branislau Samojlau   | Straßenrennen    | 5:46:37 h    | 78          |
| Wassil Kiryjenka     | Straßenrennen    | abgebrochen  | abgebrochen |
| Wassil Kiryjenka     | Einzelzeitfahren | 54:30,29 min | 12          |

### Reiten
| Vielseitigkeit       |            |         |         |               |               |               |               |               |               |               |
| Athleten             | Wettbewerb | Dressur | Dressur | Cross-Country | Cross-Country | 1. Springen   | 1. Springen   | 2. Springen   | 2. Springen   | Rang          |
| Athleten             | Wettbewerb | Punkte  | Rang    | Zeit          | Rang          | Zeit          | Rang          | Zeit          | Rang          | Rang          |
| Aljaksandr Faminou   | Einzel     | 63,70   | 68      | 116,50        | 57            | 150,50        | 52            | ausgeschieden | ausgeschieden | 52            |
| Alena Zeljapuschkina | Einzel     | 69,10   | 70      | abgebrochen   | abgebrochen   | ausgeschieden | ausgeschieden | ausgeschieden | ausgeschieden | ausgeschieden |

### Ringen
| Athleten                  | Wettbewerb        | 1. Runde        | 1. Runde | Achtelfinale        | Achtelfinale  | Viertelfinale          | Viertelfinale | Halbfinale           | Halbfinale    | Hoffnungsrunde Viertelfinale | Hoffnungsrunde Viertelfinale | Hoffnungsrunde Halbfinale | Hoffnungsrunde Halbfinale | Hoffnungsrunde Finale | Hoffnungsrunde Finale | Finale        | Finale        | Rang          |
| Athleten                  | Wettbewerb        | Gegner          | Ergebnis | Gegner              | Ergebnis      | Gegner                 | Ergebnis      | Gegner               | Ergebnis      | Gegner                       | Ergebnis                     | Gegner                    | Ergebnis                  | Gegner                | Ergebnis              | Gegner        | Ergebnis      | Rang          |
| ------------------------- | ----------------- | --------------- | -------- | ------------------- | ------------- | ---------------------- | ------------- | -------------------- | ------------- | ---------------------------- | ---------------------------- | ------------------------- | ------------------------- | --------------------- | --------------------- | ------------- | ------------- | ------------- |
| Freistil Frauen           |                   |                 |          |                     |               |                        |               |                      |               |                              |                              |                           |                           |                       |                       |               |               |               |
| Wanessa Kaladsinskaja     | Klasse bis 48 kg  | –               | –        | S. Eschimowa        | 9:1           | Carol Huyuk            | 0:9           | ausgeschieden        | ausgeschieden | ausgeschieden                | ausgeschieden                | ausgeschieden             | ausgeschieden             | ausgeschieden         | ausgeschieden         | ausgeschieden | ausgeschieden | ausgeschieden |
| Wassilissa Marsaljuk      | Klasse bis 72 kg  | Stanka Zlatera  | 0:2      | ausgeschieden       | ausgeschieden | ausgeschieden          | ausgeschieden | ausgeschieden        | ausgeschieden | ausgeschieden                | ausgeschieden                | ausgeschieden             | ausgeschieden             | ausgeschieden         | ausgeschieden         | ausgeschieden | ausgeschieden | ausgeschieden |
| Griechisch-Römisch Männer |                   |                 |          |                     |               |                        |               |                      |               |                              |                              |                           |                           |                       |                       |               |               |               |
| Elbek Taschyjeu           | Klasse bis 55 kg  | –               | –        | Kohei Hasegawa      | 0:4           | ausgeschieden          | ausgeschieden | ausgeschieden        | ausgeschieden | ausgeschieden                | ausgeschieden                | ausgeschieden             | ausgeschieden             | ausgeschieden         | ausgeschieden         | ausgeschieden | ausgeschieden | ausgeschieden |
| Aljaksandr Kikinjou       | Klasse bis 74 kg  | –               | –        | A. Dilmuchamedow    | 3:0           | Arsen Dschulfalakjan   | 0:3           | ausgeschieden        | ausgeschieden | –                            | –                            | Danijar Kobonow           | 3:0                       | Emin Akmadov          | 2:4                   | –             | –             | 5             |
| Alim Selimau              | Klasse bis 84 kg  | –               | –        | A. Chugajew         | 0:3           | ausgeschieden          | ausgeschieden | ausgeschieden        | ausgeschieden | D. Gadschijew                | 3:4                          | ausgeschieden             | ausgeschieden             | ausgeschieden         | ausgeschieden         | ausgeschieden | ausgeschieden | 12            |
| Zimafej Dsejnitschenka    | Klasse bis 96 kg  | Mohamed Mohamed | 3:1      | Ardo Arusaar        | 2:1           | Elis Guri              | 4:0           | Rustam Totrov        | 0:4           | –                            | –                            | –                         | –                         | Jimmy Lidberg         | 3:5                   | –             | –             | 4             |
| Iossif Tschuhaschwili     | Klasse bis 120 kg | –               | –        | Heiki Nabi          | 1:4           | ausgeschieden          | ausgeschieden | ausgeschieden        | ausgeschieden | –                            | –                            | Lukasz Banak              | 3:0                       | Johan Eurén           | 1:2                   | –             | –             | 4             |
| Freistil Männer           |                   |                 |          |                     |               |                        |               |                      |               |                              |                              |                           |                           |                       |                       |               |               |               |
| Ali Schabanau             | Klasse bis 66 kg  | –               | –        | Jared Frayer        | 4:0           | Cəbrayıl Həsənov       | 3:5           | ausgeschieden        | ausgeschieden | ausgeschieden                | ausgeschieden                | ausgeschieden             | ausgeschieden             | ausgeschieden         | ausgeschieden         | ausgeschieden | ausgeschieden | ausgeschieden |
| Saslan Hatzyjeu           | Klasse bis 84 kg  | –               | –        | Mohamed Riad Louafi | 6:3           | Armands Zvirbulis      | 3:2           | Jaime Yusept Espinal | 2:15          | –                            | –                            | –                         | –                         | Dato Marsagischwili   | 1:6                   | –             | –             | 4             |
| Ruslan Schejchau          | Klasse bis 96 kg  | –               | –        | Xetaq Qazyumov      | 0:2           | ausgeschieden          | ausgeschieden | ausgeschieden        | ausgeschieden | ausgeschieden                | ausgeschieden                | ausgeschieden             | ausgeschieden             | ausgeschieden         | ausgeschieden         | ausgeschieden | ausgeschieden | ausgeschieden |
| Aljaksej Schamarau        | Klasse bis 120 kg | –               | –        | Dániel Ligeti       | 4:1           | Tervel Ivaylov Dlagnev | 1:5           | ausgeschieden        | ausgeschieden | ausgeschieden                | ausgeschieden                | ausgeschieden             | ausgeschieden             | ausgeschieden         | ausgeschieden         | ausgeschieden | ausgeschieden | 6             |

### Rhythmische Sportgymnastik
| Athletinnen | Wettbewerb           | Qualifikation | Qualifikation | Finale        | Finale        | Rang   |
| Athletinnen | Wettbewerb           | Punkte        | Rang          | Punkte        | Rang          | Rang   |
| --- | -------------------- | ------------- | ------------- | ------------- | ------------- | ------ |
| Frauen |                      |               |               |               |               |        |
| Melizina Stanjuta | Mehrkampf Einzel     | 108,675       | 12            | ausgeschieden | ausgeschieden | 12     |
| Ljubou Tscharkaschyna | Mehrkampf Einzel     | 110,450       | 5             | 111,700       | 3             | Bronze |
| Maryna Hantscharowa Anastassija Iwankowa Natalija Letschtyk Aljaksandra Narkewitsch Ksenija Sankowitsch Alina Tumilowitsch | Mehrkampf Mannschaft | 54,750        | 3             | 55,500        | 2             | Silber |

### Rudern
| Athleten                                                                       | Wettbewerb | Vorlauf     | Vorlauf | Hoffnungslauf | Hoffnungslauf | Viertelfinale | Viertelfinale | Halbfinale  | Halbfinale | Finale      | Finale     | Rang |
| Athleten                                                                       | Wettbewerb | Zeit        | Rang    | Zeit          | Rang          | Zeit          | Rang          | Zeit        | Rang       | Zeit        | Rang       | Rang |
| ------------------------------------------------------------------------------ | ---------- | ----------- | ------- | ------------- | ------------- | ------------- | ------------- | ----------- | ---------- | ----------- | ---------- | ---- |
| Frauen                                                                         |            |             |         |               |               |               |               |             |            |             |            |      |
| Kazjaryna Karsten                                                              | Einer      | 7:30,31 min | 1       | –             | –             | 7:42,00 min   | 2             | 7:44,94 min | 3          | 8:02,86 min | 5          | 5    |
| Männer                                                                         |            |             |         |               |               |               |               |             |            |             |            |      |
| Alexander Kosubowski Wadsim Ljalin Dsjanis Mihal Stanislau Schtscharbatschenja | Vierer     | 5:53,26 min | 3       | –             | –             | –             | –             | 6:05,26 min | 5          | 6:09,31 min | Finale B 1 | 7    |

### Schießen
| Athleten                  | Wettbewerb                           | Qualifikation | Qualifikation | Finale        | Finale        | Ringe  | Rang |
| Athleten                  | Wettbewerb                           | Ringe         | Rang          | Ringe         | Rang          | Ringe  | Rang |
| ------------------------- | ------------------------------------ | ------------- | ------------- | ------------- | ------------- | ------ | ---- |
| Frauen                    |                                      |               |               |               |               |        |      |
| Wiktoryia Tschajka        | Sportpistole 25 m                    | 578           | 25            | ausgeschieden | ausgeschieden | 578    | 25   |
| Wiktoryia Tschajka        | Luftpistole 10 m                     | 385           | 6             | 485,2         | 5             | 5      |      |
| Männer                    |                                      |               |               |               |               |        |      |
| Wital Bubnawitsch         | Kleinkaliber Dreistellungskampf 50 m | 1164          | 17            | ausgeschieden | ausgeschieden | 1164   | 17   |
| Wital Bubnawitsch         | Luftgewehr 10 m                      | 595           | 11            | ausgeschieden | ausgeschieden | 595    | 11   |
| Juryj Schtscherbazewitsch | Kleinkaliber Dreistellungskampf 50 m | 1171          | 4             | 1267,3        | 8             | 1267,3 | 8    |
| Juryj Schtscherbazewitsch | Kleinkaliber liegend 50 m            | 591           | 30            | ausgeschieden | ausgeschieden | 591    | 30   |
| Sjarhej Martynau          | Kleinkaliber liegend 50 m            | 600           | 1             | 705,5         | 1             | 705,5  | Gold |
| Ilia Charheika            | Luftgewehr 10 m                      | 597           | 5             | 698,6         | 7             | 798,6  | 7    |
| Juryj Dauhapolau          | Luftpistole 10 m                     | 571           | 30            | ausgeschieden | ausgeschieden | 571    | 30   |
| Kanstantsin Lukashyk      | Luftpistole 10 m                     | 582           | 11            | ausgeschieden | ausgeschieden | 582    | 11   |
| Kanstantsin Lukashyk      | Pistole 50 m                         | 547           | 30            | ausgeschieden | ausgeschieden | 547    | 30   |
| Andrej Kasak              | Pistole 50 m                         | 547           | 31            | ausgeschieden | ausgeschieden | 547    | 31   |
| Andrej Kawalenka          | Trap                                 | 101           | 34            | ausgeschieden | ausgeschieden | 101    | 34   |

### Schwimmen
| Athleten                                                                       | Wettbewerb                | Vorlauf      | Vorlauf | Halbfinale    | Halbfinale    | Finale        | Finale        | Rang          |
| Athleten                                                                       | Wettbewerb                | Zeit         | Rang    | Zeit          | Rang          | Zeit          | Rang          | Rang          |
| ------------------------------------------------------------------------------ | ------------------------- | ------------ | ------- | ------------- | ------------- | ------------- | ------------- | ------------- |
| Frauen                                                                         |                           |              |         |               |               |               |               |               |
| Aljaksandra Herassimenja                                                       | 50 m Freistil             | 24,76 s      | 3       | 24,45 s       | 2             | 24,28 s       | 2             | Silber        |
| Aljaksandra Herassimenja                                                       | 100 m Freistil            | 53,63 s      | 2       | 53,78 s       | 2             | 53,38 s       | 2             | Silber        |
| Aljaksandra Herassimenja                                                       | 100 m Schmetterling       | 58,50 s      | 4       | 58,41 s       | 6             | ausgeschieden | ausgeschieden | ausgeschieden |
| Swjatlana Chachlowa                                                            | 50 m Freistil             | 25,36 s      | 7       | ausgeschieden | ausgeschieden | ausgeschieden | ausgeschieden | ausgeschieden |
| Aksana Dsjamidawa Aljaksandra Herassimenja Swjatlana Chachlowa Julija Chitraja | 4 × 100-m-Freistilstaffel | 3:40,67 min  | 7       | –             | –             | ausgeschieden | ausgeschieden | ausgeschieden |
| Männer                                                                         |                           |              |         |               |               |               |               |               |
| Jauhen Zurkin                                                                  | 100 m Freistil            | 50,53 s      | 5       | ausgeschieden | ausgeschieden | ausgeschieden | ausgeschieden | ausgeschieden |
| Pawel Sankowitsch                                                              | 100 m Schmetterling       | 53,47 s      | 2       | ausgeschieden | ausgeschieden | ausgeschieden | ausgeschieden | ausgeschieden |
| Pawel Sankowitsch                                                              | 100 m Rücken              | 54,53 s      | 1       | ausgeschieden | ausgeschieden | ausgeschieden | ausgeschieden | ausgeschieden |
| Uladsimir Schyharau                                                            | 1500 m Freistil           | 15:48,67 min | 6       | –             | –             | ausgeschieden | ausgeschieden | ausgeschieden |
| Juryj Suworau                                                                  | 400 m Lagen               | 4:23,06 min  | 3       | –             | –             | ausgeschieden | ausgeschieden | ausgeschieden |

### Segeln
Fleet Race
| Athleten             | Wettbewerb      | Qualifikation | Qualifikation | Medal Race    | Medal Race    | Punkte | Rang |
| Athleten             | Wettbewerb      | Punkte        | Rang          | Punkte        | Rang          | Punkte | Rang |
| -------------------- | --------------- | ------------- | ------------- | ------------- | ------------- | ------ | ---- |
| Frauen               |                 |               |               |               |               |        |      |
| Tazjana Drasdouskaja | Laser Radial    | 138           | 15            | ausgeschieden | ausgeschieden | 138    | 15   |
| Männer               |                 |               |               |               |               |        |      |
| Mikalaj Schukawez    | Windsurfen RS:X | 208           | 27            | ausgeschieden | ausgeschieden | 208    | 27   |

### Tennis
| Athleten                      | Wettbewerb | 1. Runde                            | 1. Runde        | 2. Runde                    | 2. Runde      | Achtelfinale  | Achtelfinale  | Viertelfinale            | Viertelfinale | Halbfinale              | Halbfinale       | Finale                   | Finale           | Rang          |
| Athleten                      | Wettbewerb | Gegner                              | Ergebnis        | Gegner                      | Ergebnis      | Gegner        | Ergebnis      | Gegner                   | Ergebnis      | Gegner                  | Ergebnis         | Gegner                   | Ergebnis         | Rang          |
| ----------------------------- | ---------- | ----------------------------------- | --------------- | --------------------------- | ------------- | ------------- | ------------- | ------------------------ | ------------- | ----------------------- | ---------------- | ------------------------ | ---------------- | ------------- |
| Frauen                        |            |                                     |                 |                             |               |               |               |                          |               |                         |                  |                          |                  |               |
| Wiktoryja Asaranka            | Einzel     | Irina-Camelia Begu                  | 6:1, 3:6, 6:1   | María José Martínez Sánchez | 6:1, 6:2      | Nadja Petrowa | 7:68, 6:4     | Angelique Kerber         | 6:4, 7:5      | Serena Williams         | 1:6, 2:6         | Marija Kirilenko         | 6:3, 6:4         | Bronze        |
| Männer                        |            |                                     |                 |                             |               |               |               |                          |               |                         |                  |                          |                  |               |
| Aljaksandr Bury Maks Mirny    | Doppel     | Mahesh Bhupathi Rohan Bopanna       | 6:74, 7:64, 6:8 | ausgeschieden               | ausgeschieden | ausgeschieden | ausgeschieden | ausgeschieden            | ausgeschieden | ausgeschieden           | ausgeschieden    | ausgeschieden            | ausgeschieden    | ausgeschieden |
| Mixed                         |            |                                     |                 |                             |               |               |               |                          |               |                         |                  |                          |                  |               |
| Wiktoryja Asaranka Maks Mirny | Doppel     | Angelique Kerber Philipp Petzschner | 6:2, 6:2        | –                           | –             | –             | –             | Sania Mirza Leander Paes | 7:5, 7:5      | Lisa Raymond Mike Bryan | 3:6, 6:4, [10:7] | Laura Robson Andy Murray | 2:6, 6:3, [10:8] | Gold          |

### Tischtennis
| Athleten                                     | Wettbewerb | 1. Runde | 1. Runde | 2. Runde | 2. Runde | 3. Runde            | 3. Runde      | 4. Runde      | 4. Runde      | Viertelfinale | Viertelfinale | Halbfinale    | Halbfinale    | Finale        | Finale        |
| Athleten                                     | Wettbewerb | Gegner   | Ergebnis | Gegner   | Ergebnis | Gegner              | Ergebnis      | Gegner        | Ergebnis      | Gegner        | Ergebnis      | Gegner        | Ergebnis      | Gegner        | Ergebnis      |
| -------------------------------------------- | ---------- | -------- | -------- | -------- | -------- | ------------------- | ------------- | ------------- | ------------- | ------------- | ------------- | ------------- | ------------- | ------------- | ------------- |
| Frauen                                       |            |          |          |          |          |                     |               |               |               |               |               |               |               |               |               |
| Wiktoryja Paulowitsch                        | Einzel     | Freilos  | Freilos  | Freilos  | Freilos  | Kristin Silbereisen | 4:2           | Wang Yuegu    | 3:4           | ausgeschieden | ausgeschieden | ausgeschieden | ausgeschieden | ausgeschieden | ausgeschieden |
| Aljaksandra Prywalawa                        | Einzel     | Han Xing | 4:2      | Liu Jia  | 2:4      | ausgeschieden       | ausgeschieden | ausgeschieden | ausgeschieden | ausgeschieden | ausgeschieden | ausgeschieden | ausgeschieden | ausgeschieden | ausgeschieden |
| Männer                                       |            |          |          |          |          |                     |               |               |               |               |               |               |               |               |               |
| Uladsimir Samsonau (engl. Vladimir Samsonov) | Einzel     | Freilos  | Freilos  | Freilos  | Freilos  | William Henzell     | 4:3           | Zhang Jike    | 3:4           | ausgeschieden | ausgeschieden | ausgeschieden | ausgeschieden | ausgeschieden | ausgeschieden |

### Trampolinturnen
| Athleten            | Wettbewerb | Qualifikation | Qualifikation | Finale        | Finale        | Rang |
| Athleten            | Wettbewerb | Punkte        | Rang          | Punkte        | Rang          | Rang |
| ------------------- | ---------- | ------------- | ------------- | ------------- | ------------- | ---- |
| Frauen              |            |               |               |               |               |      |
| Tazzjana Pjatrenja  | Einzel     | 104,755       | 3             | 55,670        | 5             | 5    |
| Männer              |            |               |               |               |               |      |
| Wjatschaslau Modsel | Einzel     | 103,880       | 12            | ausgeschieden | ausgeschieden | 12   |

### Turnen
| Athleten                   | Wettbewerb    | Qualifikation | Qualifikation | Finale        | Finale        | Rang |
| Athleten                   | Wettbewerb    | Punkte        | Rang          | Punkte        | Rang          | Rang |
| -------------------------- | ------------- | ------------- | ------------- | ------------- | ------------- | ---- |
| Frauen                     |               |               |               |               |               |      |
| Nastassja Maratschkouskaja | Sprung        | 13,800        | 10            | ausgeschieden | ausgeschieden | 10   |
| Nastassja Maratschkouskaja | Schwebebalken | 13,558        | 35            | ausgeschieden | ausgeschieden | 35   |
| Männer                     |               |               |               |               |               |      |
| Dsmitryj Kaspjarowitsch    | Sprung        | 16,333        | 9             | ausgeschieden | ausgeschieden | 9    |

### Wasserspringen
| Athleten              | Wettbewerb        | Vorkampf | Vorkampf | Halbfinale    | Halbfinale    | Finale        | Finale        | Rang |
| Athleten              | Wettbewerb        | Punkte   | Rang     | Punkte        | Rang          | Punkte        | Rang          | Rang |
| --------------------- | ----------------- | -------- | -------- | ------------- | ------------- | ------------- | ------------- | ---- |
| Männer                |                   |          |          |               |               |               |               |      |
| Zimafej Hardsejtschyk | Turmspringen 10 m | 350,05   | 31       | ausgeschieden | ausgeschieden | ausgeschieden | ausgeschieden | 31   |
| Wadsim Kaptur         | Turmspringen 10 m | 420,60   | 21       | ausgeschieden | ausgeschieden | ausgeschieden | ausgeschieden | 21   |